# کارل هرتسفلد
کارل هرتسفلد (آلمانی: Karl Herzfeld؛ زاده ۲۴ فوریهٔ ۱۸۹۲ درگذشته ۳ ژوئن ۱۹۷۸) یک دانشمند در زمینه فیزیک‌دان اهل ایالات متحده آمریکا بود.